# Cérémonial de la violence
Cérémonial de la violence est un recueil poétique d'Andrée Chedid. Il a été publié en 1976 chez l'éditeur Flammarion.

## Sujet du recueil
Le recueil sort dans les premières années de la Guerre du Liban, et fait explicitement allusion au conflit.
« La poétesse […] a su, par la voie de la métaphore et des analogies, condamner les « identités meurtrières » (Amin Maalouf) tout en mettant un soin particulier à préserver, en toute évocation, la dignité de l’humanité. C’est notamment le cas dans Cérémonial de la violence, écrit alors que le Proche-Orient était en plein embrasement. »
« Dans Cérémonial de la violence, elle lance un cri venant du très fond de l’âme contre la violence qui sévit au Liban : « Cessez d’alimenter la mort.» Elle recourt à la métaphore des vents noirs, titre d’un poème du recueil, pour décrire les hommes dévastant et écrasant la terre. Elle évoque les corps criblés de balles ou fendus par une hache. Elle apostrophe le pays qui se livre aux marchands d’armes et se rend aux vendeurs d’âme. »
« Depuis «Cérémonial de la violence», en 1978, recueil où elle magnifiait cet «au-delà des mots» qui est à la fois la source et l'objet de son imaginaire, Andrée Chedid poursuit une œuvre transparente à l'actualité et qui accompagne de livre en livre les déchirures de l'Orient compliqué. »

## Composition
- Cris pour le Liban
- Le pain de la mort
- Les vents noirs
- Corps perdus
- La vie suppliciée
- Honte et Deuil
- Du même lit
- Les prête-noms
- Ceci
- Tandis que nous parlons
- Ta seule vie
- La souche de demain
- À notre merci
- Ta verdeur à vivre
- Pays

## Récompenses et distinctions
- Prix Mallarmé 1976